# 平公 (斉)
平公（へいこう、? - 紀元前456年）は、春秋時代の斉の君主。姓は姜、諱は驁。

## 生涯
斉の悼公の子として生まれた。紀元前481年、兄の簡公が田恒（田成子）に殺害されると、平公が斉の国君として擁立された。
紀元前480年、高無丕が燕に亡命した。この年の冬、魯と講和し、成を魯に返還した。紀元前478年、晋の趙鞅が軍を率いて衛を包囲したため、斉の国観と陳瓘が衛を救援した。平公は魯の哀公と蒙で会合し、盟を交わした。紀元前475年、平公は晋が鄭を攻撃したことを非難し、諸侯を廩丘に召集して晋を討とうとしたが、鄭が辞退したために出兵を取りやめた。紀元前474年、平公は魯の哀公や邾の閔公と顧で盟を交わした。
紀元前472年、晋の智瑶が斉を攻撃し、斉の高無丕がこれを迎え撃った。斉軍は犁丘で戦って敗れた。紀元前471年、晋と魯の連合軍が斉を攻撃し、廩丘を奪って凱旋した。紀元前468年、晋の智瑶が鄭を攻撃し、鄭の駟弘が斉に救援を求めた。平公は田恒を派遣して鄭を救援した。
ときに平公の臣下である田恒は西方の晋の韓氏・魏氏・趙氏と結び、南方の呉や越との通交を開いて斉の対外関係を安定させる一方、斉の公族一門や鮑氏・晏氏や闞止の一族を殺して専横した。また田恒は安平より東は瑯琊にいたるまでを自らの封邑として、平公の食邑より広大な領地を経営した。
紀元前456年、平公は死去し、子の宣公が斉公として即位した。